# علي أباد (دشتاب)
علي أباد (بالإنجليزية: Aliabad, Baft)‏ هي مستوطنة تقع في إيران في قسم دشتاب الريفي. يقدر عدد سكانها بـ 184 نسمة .